# Leges Edwardi Confessoris
Le Leges Edwardi Confessoris ("Leggi di Edoardo il Confessore") sono una raccolta, risalente a circa il 1140, di 39 leggi inglesi del principio del XII secolo.

## Valore storico
Le stesse premesse del testo sono false e fuorvianti. L'introduzione asserisce in maniera spuria che quattro anni dopo la Conquista (cioè nel 1070), il re Guglielmo convocò dodici nobili inglesi, ben istruiti e provenienti da ogni contea, per dichiarare, sotto giuramento, quali fossero le leggi e i costumi
della nazione al tempo del re Edoardo il Confessore.
Non vi è alcuna prova che un tale evento sia avvenuto.
L'anonimo autore pretende di registra le Laga Eadwardi, cioè le leggi promulgate dal re Edoardo, ma le leggi anglosassoni furono codificate per l'ultima volta al tempo del re Canuto il Grande. Infatti, egli non dimostra alcuna conoscenza di prima mano della legge anglosassone, che non è né citata né riportata in sunto (a differenza ad esempio delle Leges Henrici primi).
Pertanto, ai fini della comprensione della legge inglese sia anteriore sia posteriore alla Conquista, la raccolta non ha gran valore.
L'editore più recente di essa, Bruce O'Brien, ritiene che l'opera sia in realtà in grado di offrire "osservazioni in apparenza originali e commenti relativi alla legge inglese ai tempi dell'autore".
I temi principali del testo riguardano la pace del re e la pace della Santa Chiesa, in particolare nelle regioni delle North Midlands e dello Yorkshire che confinavano con il Danelaw.
Sebbene sia enfatizzata la legge comune, il testo mostra che sussistevano variazioni su base regionale.
L'articolo 12 presenta alcune situazioni specifiche sotto cui la protezione del re o la pace (mund nei codici in inglese antico) potevano essere stabilite:
(Leges Edwardi Confessoris)
Fra gli altri punti di interesse vi sono i riferimenti alla centena (hundred), al reeve (supervisore) dell'equitazione, all'Obolo di San Pietro, alle pene per omicidio (murdrum), alla consapevolezza sull'eredità sassone in Inghilterra e alla posizione legale degli Ebrei in Inghilterra.

## Influenza
Aiutata dalle capacità leggendarie di legislatore di Edoardo il Confessore, la raccolta godette di considerevole interesse nell'Inghilterra medievale.
Si ritrova il testo in parecchi manoscritti.
Se ne sono individuate quattro versioni, due delle quali sono revisioni con materiale aggiuntivo incluso nel nucleo del testo.
Una versione delle Leges Edwardi Confessoris era nota a Henry de Bracton e ai baroni e giuristi responsabili della stesura della Magna Carta.